# Ademar Saccone
Ademar Saccone (Montevideo, 11 de octubre de 1934) es un exfutbolista uruguayo, que jugaba como mediocampista y atacante. Jugó en varios países del continente americano.
Fue jugador de Wanderers de 1954 a 1955, en el año 1956 jugó en Nacional y regresó en 1959, después de jugar en Fénix en 1957 y 1958. De 1960 a 1963 jugó con los mexicanos de Irapuato. En 1963 pasó al Saprissa convirtiéndose en el primer jugador extranjero en participar con el club; luego jugó en el Club Sport Herediano. Una vez finalizada su experiencia en el fútbol costarricense, pasó al Atlético Marte salvadoreño, con quien jugaría hasta 1967. En el verano de 1967 fue fichado por los estadounidenses de los Oakland Clippers, con los que ganó la NPSL I. Al año siguiente, nuevamente con los Clippers, disputó la primera edición de la NASL, terminando en el segundo lugar de la División del Pacífico.
En 1969 fue fichado por los Kansas City Spurs con los que ganó la Liga de Fútbol Norteamericana de 1969, anotando el primero de los goles en la victoria por 2-0 ante los Baltimore Bays que permitió a los Spurs superar en la clasificación a los Atlanta Chiefs. En la temporada siguiente terminó segundo en la División Norte, detrás de los futuros campeones Rochester Lancers. Al mismo tiempo que su militancia con los Spurs, Saccone jugaba con el Greek American AA, militante en la Liga Americana de Fútbol.

## Clubes
| Club                             | País           | Año       |
| -------------------------------- | -------------- | --------- |
| Montevideo Wanderers Fútbol Club | Uruguay        | 1954-1955 |
| Club Nacional de Football        | Uruguay        | 1956      |
| Centro Atlético Fénix            | Uruguay        | 1957-1958 |
| Club Nacional de Football        | Uruguay        | 1959      |
| Club Deportivo Irapuato          | México         | 1960-1963 |
| Deportivo Saprissa               | Costa Rica     | 1963      |
| Club Sport Herediano             | Costa Rica     | 1964      |
| Club Deportivo Atlético Marte    | El Salvador    | 1965-1967 |
| Oakland Clippers                 | Estados Unidos | 1967-1968 |
| Kansas City Spurs                | Estados Unidos | 1969      |
| Greek American AA                | Estados Unidos | 1970      |

## Palmarés

### Títulos nacionales
| Título                              | Equipo            | País           | Año  |
| ----------------------------------- | ----------------- | -------------- | ---- |
| Torneo de Copa de Costa Rica        | Saprissa          | Costa Rica     | 1963 |
| Campeón de Campeones                | Saprissa          | Costa Rica     | 1963 |
| National Professional Soccer League | Oakland Clippers  | Estados Unidos | 1967 |
| North American Soccer League        | Kansas City Spurs | Estados Unidos | 1969 |